# Frenze
Frenze – wieś w Anglii, w Norfolk. W 1870-72 wieś liczyła 49 mieszkańców. Frenze jest wspomniana w Domesday Book (1086) jako Frense/Frisa.